# National Champions
National Champions ist ein US-amerikanisches Filmdrama von Ric Roman Waugh, das am 10. Dezember 2021 in die US-Kinos kam.

## Handlung
Drei Tage vor dem größten Spiel des Jahres treten die Spieler einer College-Footballmannschaft in den Streik, um sich für eine gerechte Bezahlung und mehr Respekt für sie starkzumachen.

## Produktion
Regie führte Ric Roman Waugh, der für seine Action-Thriller und Katastrophenfilme wie Angel Has Fallen und Greenland bekannt ist. Das Drehbuch schrieb Adam Mervis, der diesem sein eigenes Theaterstück zugrunde legte.
Stephan James und Alexander Ludwig sind als LeMarcus James und Emmett Sunday, zwei der Spieler in dem Footballteam, zu sehen. J. K. Simmons spielt ihren Trainer.
Die Filmmusik komponierte Jonathan Sanford. Das Soundtrack-Album mit insgesamt 18 Musikstücken wurde am 10. Dezember 2021 von Sony Classical als Download veröffentlicht.
Mitte November 2021 wurde ein erster Trailer vorgestellt. Der Film kam am 10. Dezember 2021 in die US-Kinos.

## Rezeption
Die bei Rotten Tomatoes verzeichneten Kritiken sind bislang zu 64 % positiv.